# Битка за Шангај
Битка за Шангај (13. август–13. новембар 1937) била је одлучујућа јапанска победа у Другом кинеско-јапанском рату.

## Позадина
Пошто су створили солидну основицу у операцијама 1931-1936, Јапанци су средином 1937. пиступили остварењу плана којим се предвиђала концентрична офанзива на Кину са североистока из Манџурије, са истока из области Шангаја и с југа од Кантона, уз истовремену блокаду кинеске обале ради спречавања снабдевања Кине из иностранства. За остварење тог плана, Јапанци су предвидели 16 модерно опремљених пешадијских дивизија (од расположивих 24), око 600 авиона, 2 поморске ескадре и око 150.000 манџурских војника под јапанском командом. Кинески план био је дефанзиван. Мобилисано је 2.218.000 војника, али је било обучено само око 500.000. Кина је располагала са око 300 авиона и врло слабом морнарицом.
После исценираног инцидента у рејону Пекинга, јапанска Северна армија предузела је 28. јула 1937. са око 150.000 војника офанзиву из Манџурије у правцу североисточне Кине. Слабе кинеске снаге нису биле у стању да зауставе напад, па су Јапанци до краја јула заузели Пекинг и Тјенцин, а затим, уз подршку јаке авијације, продужили надирање на југ и запад Кине.

## Прва фаза (13. август – 22. август)

### Урбане борбе
Око 9 сати ујутру 13. августа, Кинески корпус за очување мира разменио је ватру из малокалибарског оружја са јапанским трупама у шангајским окрузима Џабеј, Вусонг и Ђангван. Око 15 часова јапанска војска је прешла преко моста Бази у Џабеју и напала разне центре у граду. 88. дивизија је узвратила минобацачким нападима. Спорадична пуцњава се наставила током дана до 16 часова, када је јапански штаб наредио бродовима Треће флоте стационираним у Јангцеу и реци Хуангпу да отворе ватру на кинеске положаје у граду. Касно те ноћи, Чанг Кај Шек је наредио Џанг Жиџонгу да следећег дана почне кинеске офанзивне операције. Следећег јутра Ваздухопловство Републике Кине (РОЦАФ) почело је бомбардовање разних јапанских циљева, а кинеске копнене снаге су напале у 15 часова. Истог дана, 14. августа, кинеска влада је издала „Прокламацију о самоодбрани и рату отпора”, објашњавајући владину резолуцију против јапанске агресије. Битка за Шангај је званично почела.
Амерички дописник Едгар Сноу описао је сцене битке док је посматрао из међународне зоне: „Као да се Верден догодио на Сени, пред очима неутралног Париза на десној обали; као да се Гетисбург борио у Харлему, док је остатак Менхетна остао нератнички посматрач.“ Очевидац битке је изјавио да то „више није био рат између армија, већ између раса у боксерском мечу и који су се изненада згрчили од мржње, скочили су један другом за грло у тучи у којој је једина награда била смрт."
Првобитни план Џанга Жиџонга био је да бројчано надмоћне кинеске снаге изненадно нападну Јапанце и потисну их у реку Хуангпу, а затим блокирају обалу да би Јапанцима ускратили могућност да искрцају појачање на пристаништу Хуангпу између Јангшупуа и Хонгкоуа. 88. дивизија је требало да нападне штаб јапанске војске у близини Џабеја, а 87. дивизија је требало да нападне ојачану текстилну фабрику Кунг-та, где се налазила јапанска поморска команда. Џанг је проценио да ће за постизање ових циљева бити потребна једна недеља; међутим, операција је наишла на проблеме када су његове трупе заустављене непосредно испред Шангајског међународног насеља. Јапанска упоришта су била утврђена дебелим бетоном, бодљикавом жицом, митраљезима и била су отпорна на хаубице од 150 мм, једино тешко наоружање које су Кинези поседовали. Кинеске трупе могле су напредовати само под окриљем митраљеске ватре, тако што су се довољно приближиле положајима да убију оне који су унутра ручним бомбама. Кинеско напредовање је увелико успорено и елемент изненађења је изгубљен.
У недостатку тешког наоружања да директно уништи јапанске бункере, Џанг Жиџонг је одлучио да их опколи. 16. августа наредио је својим људима да заузму улице око јапанских упоришта. Сваки пут када би улица била успешно очишћена, Кинези би поставили блокаду врећама песка, постепено окружујући свако упориште и затварајући све могуће путеве за бекство. Тактика је у почетку била успешна и Кинези су успели да униште многа места и истурене положаје у једном дану. Међутим, Јапанци су тада распоредили тенкове на широким улицама, омогућавајући им да лако одбију кинеске нападе и поразе стратегију опкољавања. Дана 18. августа кинески напад је прекинут.
Дана 18. августа, Чен Ченг је стигао до прве линије фронта да би разговарао о ситуацији са Џанг Жиџонгом. Одлучили су да пошаљу тек пристиглу 36. дивизију у борбу, нападајући пристаништа Хуејшан на северној страни реке Хуангпу. У међувремену, 87. дивизија је пробила јапанске линије код Јангшупуа и гурнула се на докове Хуејшан заједно са 36. дивизијом. 22. августа тенкови 36. дивизије стигли су до пристаништа, али нису могли дуго да задрже положај. Кинеске трупе нису биле довољно обучене у координацији пешадијско-тенковске тактике, а трупе нису биле у стању да држе корак са тенковима. Без довољно пешадије да их заштити, тенкови су били рањиви на јапанско противтенковско оружје и артиљерију у непосредној близини и постали су бескорисни када су ушли у центар града. Неколико војника који су успели да одрже корак са тенковима кроз градске блокове тада су заробљени јапанским блокадама и уништени бацачима пламена и интензивном митраљеском ватром. Док су Кинези скоро успели да потисну Јапанце низ реку Хуангпу, стопа жртава је била изузетно висока. Само током ноћи 22. августа 36. дивизија је изгубила више од деведесет официра и хиљаду војника. 36. штабни официр Сјонг Шинмин је видео како кинески бомбаш самоубица зауставља колону јапанских тенкова тако што је експлодирао испод оловног тенка.
Дана 22. августа, јапанска 3., 8. и 11. дивизија извршиле су амфибијски напад под окриљем поморског бомбардовања и наставили да се искрцају у Чуаншаку, Шизилин и Баошан, градове на североисточној обали неких педесетак километара удаљене од центра Шангаја. Јапанско искрцавање у приградским областима североистока Шангаја значило је да су многе кинеске трупе, које су биле распоређене у урбаном центру Шангаја, морале да буду распоређене у приобалне области да би се супротставиле искрцавању. Тако је линија фронта продужена од метрополитанског Шангаја дуж реке Хуангпу до североисточних обалних округа. Кинеска офанзива у урбаном центру је заустављена, а борбе у центру Шангаја су у суштини постале пат позиција са обе стране које су претрпеле велике губитке и направиле минималне промене на линији фронта. Кинеске дивизије су успеле да задрже Џабеј, Ђангван и друге положаје у центру града три месеца, све док ситуација у другим областима није учинила стратешки немогућим наставак њихове одбране.

### Ваздушне операције
Предњи борбени авиони кинеског ратног ваздухопловства на почетку пуних непријатељстава састојали су се првенствено од Кертис Хоук II и Хоук  (многи су произведени по лиценци у фабрици ЦАМЦО у ваздухопловној бази Ђанћао) и Боинг П-26 Модел 281 Пишутер. Кинески пилоти су посебно користили Хоук III у разним вишенаменским борбеним операцијама против империјалних јапанских положаја у Шангају и око њега, док је П-26 првенствено пружао пратњу.
14. августа, РОЦАФ је бомбардовао водећи брод јапанске морнарице Изумо. У ономе што је постало познато као „црна субота“, бомбе из РОЦАФ авиона пале су у Шангајско међународно насеље. Док су кинески пилоти добили инструкције да не лете изнад Шангајског међународног насеља, јапански водећи брод је био везан тачно испред њега, што би могло да значи да користе цивилну енклаву као живи штит; 700-950 кинеских и страних цивила је директно убијено, са укупно 3.000 цивилних смртних случајева и повреда које су резултат случајног пуштања бомби, при чему се већина смрти догодила у Великом светском забавном центру, где су се окупиле цивилне избеглице након бекства од борби. Бомбардовање није било намеравани напад на међународно насеље: четири залутале бомбе биле су намењене јапанској крстарици Изумо, која је била усидрена у близини у реци Хуангпу, поред Бунда. Две су експлодирале на Нанкиншком путу и две испред Великог светског забавног центра на авенији Едварда VII, убивши око 2.000 купаца и пролазника. Јапански авиони одговорили су на напад на Изумо и 4. летећа група РОЦАФ-а, са седиштем у Хенану, под командом капетана Гао Џиханга, оборила је шест јапанских авиона, при чему је претрпела нула губитака. (Године 1940. влада је објавила да ће 14. август бити Дан ваздухопловства како би се подигао морал кинеског становништва.) Од 15. до 18. августа, Кинези су се борили са бројчано надмоћнијим јапанским ваздухопловством у интензивним ваздушним биткама у којима су уништене две јапанске ескадриле. Кина је водила ваздушни рат са сваким авионом у свом поседу, неки од њих су купљени половни из разних земаља. Није била у стању да произведе ниједан сопствени авион који би заменио оне изгубљене у борби и увек му је понестајало резервних делова и залиха. Јапан је, насупрот томе, имао снажну авио-индустрију способну да дизајнира и производи технолошки напредне авионе и лако је могао да надокнади своје губитке. Стога је било немогуће да Кина издржи ваздушни рат са Јапаном, међутим, кинеско ваздухопловство је добило преко потребан спас са много нових заменских борбених авиона према новом кинеско-совјетском споразуму као почетни инвентар авиона америчке производње су се постепено губили трошењем. У кампањи у Шангају, РОЦАФ је, како се наводи, оборио 85 јапанских авиона и потопио 51 брод, док је изгубио 91 сопствени авион, нешто мање од половине целокупне ваздушне снаге у то време. 

### Остали развоји догађаја
Јапанци су 15. августа формирали Шангајску експедициону армију (СЕФ), састављену од 3. и 11. дивизије, под командом генерала Иванеа Мацуија. Јапански премијер Фумимаро Коное је 19. августа најавио да се кинеско-јапански сукоб може решити само ратом, без обзира на покушаје преговора трећих земаља. Коное је рекао да је почетни план локализованог „обуздавања“ око региона Шангаја сада ескалирао у тотални рат, са крајњим циљем да се кинеска влада примора да у потпуности сарађује са економским и политичким захтевима Јапана. Јапанци су 23. августа започели кампању бомбардовања Нанкинга и разних градова у централној Кини. Истог дана стигла је и Шангајска експедициона војска.
На почетку битке, Џанг Жиџонг, као командант 5. армије и ратне зоне Нанџинг-Шангај, био је одговоран за вођење кинеских операција. Неуспех почетне кинеске офанзиве у великој мери је угрозио Чанг Кај Шека и његово особље. Чанг је критиковао Џангов неуспех да изврши довољне припреме, посебно набавку оружја способног да продре у јапанске бункере, пре него што је трупе послао у огромним таласима, што је довело до великог броја жртава у многим дивизијама од самог почетка. Џанг је такође критикован због свог претераног самопоуздања и његове склоности да одржава конференције за штампу за стране и кинеске новинаре у космополитском граду. Чанг Кај Шек и његово особље, најистакнутији међу којима су Чен Ченг и Гу Жутонг, почели су да преузимају командне дужности од Џанга. Сам Чанг Кај Шек ће на крају постати командант Треће ратне зоне која покрива цео Шангај. Без обзира на то, кинеске офанзиве против јапанског гарнизона нису успеле упркос бројчаном броју јапанских трупа, због недостатка тешког наоружања и артиљеријске подршке.

## Јапански злочини
Бројни злочини су почињени током Шангајске кампање, посебно од стране јапанских снага.
Јапанске трупе су ретко узимале заробљенике, ако су икада. Заробљеници, укључујући и цивиле оптужене за шпијунажу, испитивани су и збринути када више нису имали информација за понудити. Према дневнику Иванеа Мацуија, сваки од 500 кинеских заробљеника заробљених око Вусонга је стрељан. Погубљења су обично вршена одсецањем главе мачевима, али није било неуобичајено да су се користиле језивије методе: повређени кинески затвореници су често били везани заједно лицем надоле, поливени бензином, а затим живи спаљени.
На мети су били и цивили и неборци. На пример, Јапанци су гађали гомиле избеглица поред железничког моста Џесфилд, и намерно гађали избегличке колоне близу Бренан пута. Да би надокнадиле несташицу снабдевања, јапанске трупе су често пљачкале локалне градове и села, често масакрирајући своје цивиле у том процесу. Јапански авиони су намерно гађали све што је носило Црвени крст, често гађајући или бомбардујући кола хитне помоћи која су превозила рањене кинеске војнике, цивиле и медицинско особље.
Кинеске снаге су такође починиле злочине. Неколико стотина цивила је такође убијено 14. августа када су залутале бомбе које је бацио РОЦАФ експлодирале у густо збијеним подручјима током напада на јапанску крстарицу Изумо. Поред тога, Кинези су применили тактику спаљене земље да ускрате локалне ресурсе јапанским снагама. То је значило паљење зграда и поља, уништавање жетве, убијање животиња и тровање бунара, узрокујући велику имовинску штету Шангају.

## Последице
Новембра 1937. Друштво народа је на захтев Кине покушало да интервенише у јапанско-кинеском сукобу, саветујући Јапану да се оријентише на мирно решење, што је остало без икаквих резултата. За то време, већ у августу Кина је потписала споразум о ненападању са СССР, који јој је одобрио три зајма за набавку ратног материјала. 
После заузимања Шангаја, јапанска Централна армија је, уз знатну помоћ авијације и речне флотиле,  наставила брз бродор узводно реком Јангцекјанг. Нанкинг је заузет 13. децембра 1937.